# Chańki
Chańki – wieś w Polsce położona w województwie podlaskim, w powiecie siemiatyckim, w gminie Milejczyce. Leży nad rzeką Nurczyk.
Miejscowość tworzy sołectwo razem z miejscowościami Kościukowicze i Klimkowicze. W latach 1975–1998 Chańki administracyjnie należały do województwa białostockiego.
We wsi znajduje się młyn wodny z roku 1935.
Tu się urodził Paweł Bajeński – działacz ewangelikalny w okresie Polski Ludowej.